# Zale helata
Zale helata là một loài bướm đêm trong họ Erebidae.

## Hình ảnh